# Wesley Everest
Wesley Everest (Newberg, Oregón, 1890 — Centralia, Washington 11 de noviembre de 1919) fue un miembro de la Industrial Workers of the World (IWW), veterano de la Primera Guerra Mundial. Fue linchado durante la Masacre de Centralia, luego de matar a Ben Cassagranda y Earl Watts y herir a otros en defensa propia.
Luego de luchar en la Primera Guerra Mundial, Everest trabajó en Centralia como leñador. También era miembro de la IWW. Durante la celebración del Armisticio de 1919, miembros de la American Legion atacaron al local Union Hall de la IWW, aunque hay desacuerdos sobre quién inició el incidente. El resultado fue una refriega con cuatro muertos, dos de los cuales lo fueron por Everest.
Se ha dicho que Everest pronunció las siguientes palabras: "Luché por la democracia en Francia y voy a luchar por ella aquí también. El primero que entre a este local, la va a ligar".
Everest fue arrestado y puesto en prisión. Durante la noche del 11 de noviembre de 1919, fue entregado por sus guardianes a la multitud para ser linchado brutalmente, quebrándole sus dientes a culatazos, castrándolo y linchándolo tres veces en tres localidades diferentes, siendo finalmente acribillado su cadáver a balazos y enterrado en una fosa común en las cercanías de Chehalis River. El informe oficial adujo "suicidio" como causa de la muerte de Everest. Nadie fue culpado del crimen.